# أرض جمودية

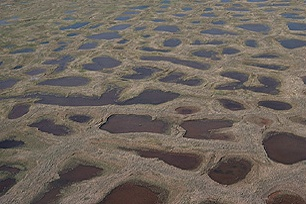
تربة صقيعية

الأرض الجمودية أو الجمد السرمدي أو الصقيع السرمدي أو الصقيع الدائم أو التُّربَةُ الصَّقِيعِيّة، تعرف بأنها المنطقة التي متوسط درجة حرارة أرضها السنوي أقل من ضغط نقطة الانصهار على الأقل خلال سنتان على التوالي. وهي تقابل المناطق التي يكون متوسط درجة حرارة الهواء ناقص درجتان مئوية أو أقل

## التوزع
يتوزع في حوالي 25% من مناطق القطب الشمالي وتساوي تقريبا 23 000 000 كم².معظم شمال ألاسكا وسيبيريا وكندا التي يغطيها التربة الصقيعية. أما في القطب الشمالي فتغطي فقط 174 000 كم². كما نجد الأرض دائمة التجلد في الجبال العالية حول العالم كله مثل جبل كينيا وجبل كيليمانجارو وهضبة التيبت.

## أشكال الجليد الدائم
نجد ثلاث أشكال رئيسية للتربة الصقيعية والتي يحددها كميات الجليد في المنطقة.

### الجليد الدائم المتفرق
نجدها في المناطق التي تكون ذات حرارة أعلى من المطلوبة للحصول على جليد دائم. ولكن توجد مناطق لها شروط محلية تجعلها معزولة عن باقي المنطقة مشكلة بقع من الجليد الدائم ونجدها في الأهوار.

### الجليد الدائم المتقطع
هذه المناطق يوجد فيها الكثير من الجليد الدائم، ولكن غالبا ما سيكون متقطع. مناطق التربة المتجمدة المتقطع لديه عادة درجات الحرارة بين -2 و-6 درجة مئوية.

### الجليد الدائم المستمر
وفيه تكون التربة متجمدة بشكل دائم وتتراوح سماكة الجليد 100 متر في المناطق الساحلية ليزداد بين 400- 500 متر في المناطق الجبلية.